# Yingshi

l'astronomie chinoise entre 1700 et 1725

Yingshi (chinois : 室宿, pinyin : shì xiù) est une loge lunaire de l'astronomie chinoise. Son étoile référente (c'est-à-dire celle qui délimite la frontière occidentale de la loge) est α Pegasi (parfois appelée Markab). La loge occupe une largeur approximative de 16 degrés. L'astérisme associé à la loge contient, outre cette étoile, une autre étoile. En astrologie chinoise, cette loge est associée au groupe de la tortue noire du nord.

## Source
- (en) Francis Richard Stephenson et David A. Green, Historical supernovae and their remnants, Oxford, Oxford University Press, 2002, 252 p. (ISBN 0198507666), page 18.